# Cole Palmer
Cole Jermaine Palmer (sinh ngày 6 tháng 5 năm 2002) là một cầu thủ bóng đá chuyên nghiệp người Anh hiện đang thi đấu ở vị trí tiền vệ tấn công hoặc tiền vệ cánh cho câu lạc bộ Premier League Chelsea và đội tuyển bóng đá quốc gia Anh. Nổi tiếng nhờ lối chơi giàu kỹ thuật, khả năng rê bóng tốt và sự điềm tĩnh trong lối chơi, anh được đánh giá là một trong những tiền vệ xuất sắc nhất thế giới trong thế hệ của mình.
Trưởng thành từ lò đào tạo trẻ của Manchester City, Palmer có trận ra mắt câu lạc bộ vào năm 2020 và sau đó trở thành nhân tố trong đội hình giành cú ăn ba của châu Âu gồm Premier League, FA Cup và UEFA Champions League vào năm 2023. Năm 2023, anh chuyển sang khoác áo cho Chelsea với giá 40 triệu bảng và có mùa giải đầu tiên đột phá khi giành được nhiều giải thưởng, bao gồm Cầu thủ xuất sắc nhất năm do người hâm mộ bình chọn của PFA và Cầu thủ trẻ xuất sắc nhất năm của PFA.
Palmer đã từng khoác áo cho nhiều cấp độ trẻ của đội tuyển Anh, và từng là thành viên của đội tuyển U-21 Anh vô địch UEFA U-21 Euro 2023. Anh có trận ra mắt chuyên nghiệp trong màu áo đội tuyển Anh vào năm 2023, và từ đó anh đại diện cho đất nước tham dự UEFA Euro 2024, nơi anh cùng các đồng đội giành ngôi á quân và cá nhân anh có lập công bằng bàn thắng gỡ hòa trong trận chung kết.

## Sự nghiệp câu lạc bộ

### Manchester City

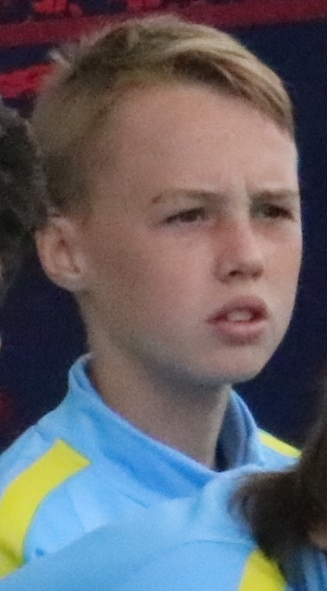
Palmer năm 2016

Sinh ra ở Wythenshawe, Palmer đã gia nhập U-18 Manchester City và trở thành đội trưởng vào mùa giải 2019–20.
Vào ngày 30 tháng 9 năm 2020, Palmer có trận ra mắt đội 1 của Manchester City trong chiến thắng 3–0 trên sân khách trước Burnley tại vòng 4 EFL Cup. Vào ngày 21 tháng 9 năm 2021, Palmer ghi bàn thắng đầu tiên trong chiến thắng 6–1 trên sân nhà trước Wycombe Wanderers tại EFL Cup. Vào ngày 16 tháng 10, Palmer xuất hiện trong trận đấu với Burnley ở Premier League, anh đã có một hat-trick cho đội bóng U-23 của Manchester City ngay trong đêm đó. Vào ngày 19 tháng 10, Palmer ghi bàn thắng đầu tiên tại UEFA Champions League trong chiến thắng 5–1 trên sân khách trước Club Brugge. Vào ngày 7 tháng 1 năm 2022, Palmer ghi bàn trong trận đấu đầu tiên của anh chơi tại FA Cup trong chiến thắng 4–1 trên sân khách trước Swindon Town của League Two.

#### Mùa giải 2022–23

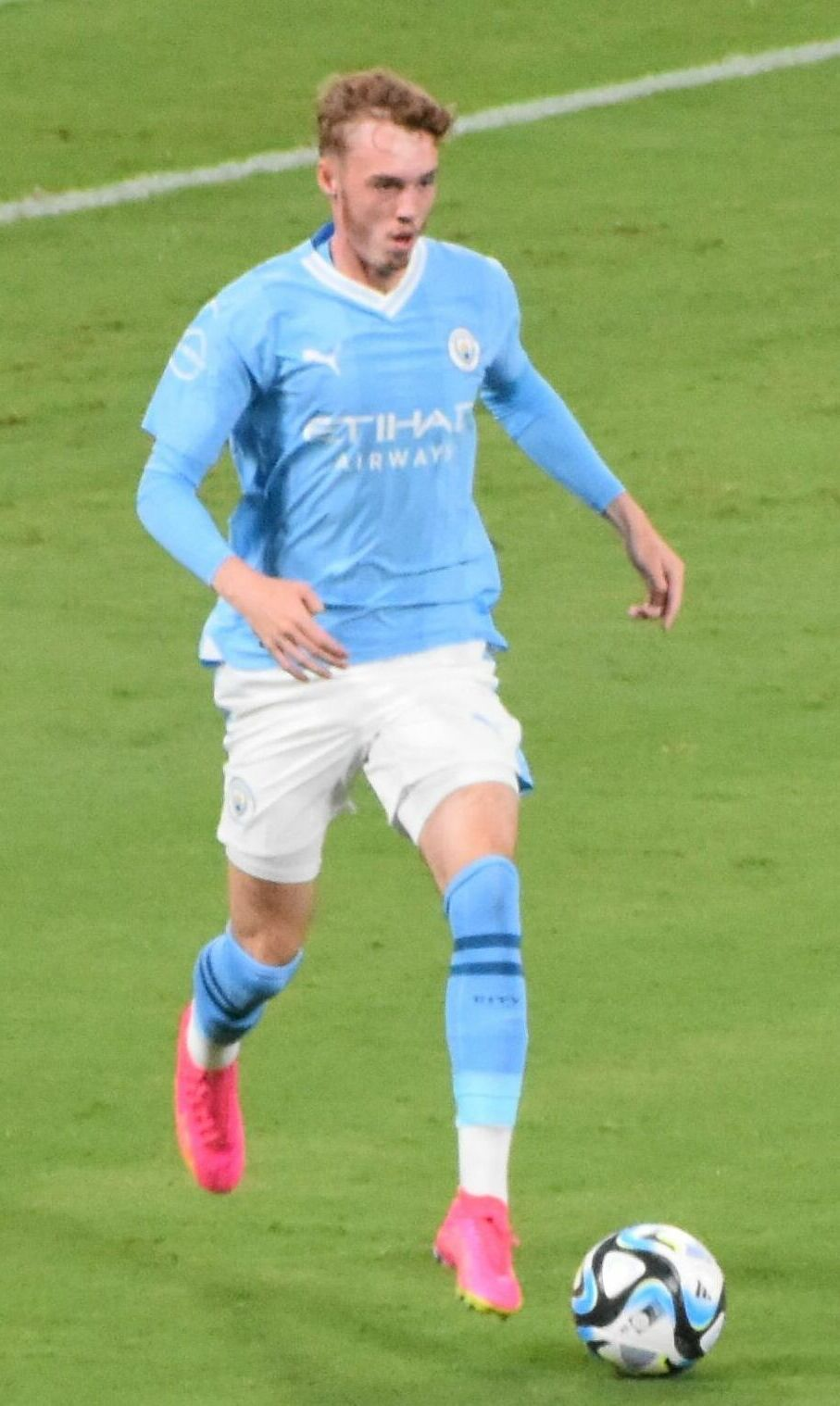
Palmer chơi cho Manchester City vào năm 2023

Palmer đã được ra sân nhiều hơn trong mùa giải 2022–23, mặc dù vẫn thường xuyên vào sân thay người. Tuy nhiên, 14 lần ra sân tại Premier League của anh đã góp phần lớn vào chức vô địch của Manchester City. Vào ngày 18 tháng 3 năm 2023, anh đã ghi bàn thắng thứ năm cho đội trong một màn trình diễn áp đảo trước Burnley tại tứ kết CÚp FA. Palmer cũng đã có bốn lần ra sân trong hành trình giành chiến thắng tại Champions League của City.
Vào ngày 6 tháng 8 năm 2023, Palmer ghi bàn thắng đầu tiên  trong trận chung kết FA Community Shield 2023 vào lưới Arsenal , sau khi vào sân thay Erling Haaland ở hiệp hai .Tuy nhiên, Arsenal đã ghi bàn ở phút bù giờ và cuối cùng giành chiến thắng trong loạt sút luân lưu. Mười ngày sau, Palmer ghi bàn thắng gỡ hòa cho Manchester City ở Siêu cúp UEFA 2023 trước Sevilla , trận đấu mà Manchester City thắng 5–4 trong loạt sút luân lưu sau khi kết thúc 90 phút với tỷ số 1–1.

### Chelsea

#### 2023–24: Mùa giải đột phá và danh hiệu cầu thủ trẻ xuất sắc nhất mùa giải
Vào ngày 1 tháng 9 năm 2023, Palmer gia nhập Chelsea với bản hợp đồng có thời hạn 7 năm,kèm tùy chọn gia hạn thêm 1 năm với mức  phí chuyển nhượng ban đầu được cho là 40 triệu bảng anh.Vào ngày 2 tháng 9 anh có lần ra sân đầu tiên cho Chelsea khi vào sân thay người ở phút thứ 62 trong trận thua 1-0 trên sân nhà trước Nottingham Forest.Vào ngày 7 tháng 10, Palmer ghi bàn thắng đầu tiên cho Chelsea, từ một quả phạt đền , đồng thời kiến tạo cho Nicolas Jackson ghi bàn trong chiến thắng 4–1 trên sân khách trước Burnley.Vào ngày 6 tháng 11, Palmer ghi một bàn thắng và một pha kiến tạo trong chiến thắng 4–1 trước Tottenham.Sáu ngày sau, Palmer ghi bàn thắng từ quả phạt đền ở phút bù giờ vào lưới câu lạc bộ cũ Manchester City , khi hai đội hòa 4–4 đầy kịch tính tại Stamford Bridge .
Trong trận đấu cuối cùng của Chelsea năm 2023, gặp Luton Town , Palmer có lần đầu tiên lập cú đúp trong sự nghiệp, đồng thời kiến tạo cho Noni Madueke ghi bàn giúp Chelsea thắng 3–2. Nhờ màn trình diễn của anh ấy trong tháng 12 năm 2023, bao gồm 4 bàn thắng và 2 pha kiến tạo, Palmer đã được đề cử cho giải Cầu thủ xuất sắc nhất tháng của Premier League , và bàn thắng thứ hai của anh ấy vào lưới Luton Town cũng được đề cử cho Bàn thắng đẹp nhất Premier League của tháng.Vào ngày 4 tháng 2,trong trận đấu gặp Wolverhampton ,anh ghi bàn thắng thứ 10 tại Premier League trong mùa giải khiến anh trở thành cầu thủ Chelsea đầu tiên từ 21 tuổi trở xuống ghi 10 bàn tại Premier League trong một mùa giải.Vào ngày 29 tháng 2, Palmer được vinh danh là Cầu thủ trẻ nam xuất sắc nhất năm tại 2024 London Football Awards.Bằng việc kiến tạo cho Axel Disasi ghi bàn vào lưới Brentford vào ngày 2 tháng 3, Palmer trở thành cầu thủ Chelsea có nhiều đóng góp vào bàn thắng nhất trong một mùa giải ở độ tuổi U21,vượt qua tổng số 16 bàn thắng của Arjen Robben trong mùa giải 2004–05.Vào ngày 4 tháng 4 năm 2024, Palmer được đề cử cho giải Cầu thủ xuất sắc nhất tháng của Premier League lần thứ hai sau những màn trình diễn ấn tượng hơn cho Chelsea trong suốt tháng 3, giúp anh ghi ba bàn và có hai đường kiến tạo trong tháng đó.Vào ngày 5/4,anh có cú Hattrick đầu tiên trong sự nghiệp trong chiến thắng 4–3 trên sân nhà trước Manchester United. Palmer đã trở thành cầu thủ thứ 200 trong lịch sử Premier League lập hat-trick , đồng thời là cầu thủ trẻ thứ ba làm được điều này. Vào ngày 15 tháng 4, Palmer ghi hat-trick thứ hai trong sự nghiệp vào lưới Everton trong chiến thắng 6–0 trên sân nhà và anh kết thúc trận đấu với một cú poker. Qua đó trở thành cầu thủ Premier League thứ 31 ghi 4 bàn thắng trở lên trong một trận đấu ở giải VĐQG, và là cầu thủ Chelsea đầu tiên lập hai hat-trick ở Premier League cho câu lạc bộ trong một mùa giải. Anh cũng đạt kỷ lục cầu thủ ghi Perfect Hattrick nhanh nhất (29 phút). Hơn nữa, anh trở thành cầu thủ thứ ba trong lịch sử câu lạc bộ đạt được cột mốc 20 bàn trong mùa giải đầu tiên, sau Jimmy Floyd Hasselbaink vào mùa giải 2000–01 và Diego Costa vào mùa giải 2014–15.
Palmer kết thúc mùa giải với tổng cộng 27 bàn thắng và 15 pha kiến tạo trên mọi đấu trường; anh là cầu thủ có nhiều bàn thắng nhất (33: 22 bàn thắng, 11 pha kiến tạo) trong số bất kỳ cầu thủ nào khác trong mùa giải Premier League 2023–24. Anh đã giành được giải thưởng Cầu thủ trẻ xuất sắc nhất mùa giải của Premier League và Cầu thủ xuất sắc nhất năm của PFA cho mùa giải đầu tiên xuất sắc của mình tại Chelsea, đồng thời cũng được đề cử giải thưởng Cầu thủ xuất sắc nhất mùa giải của Premier League và giải thưởng Cầu thủ bóng đá xuất sắc nhất năm của FWA. Bàn thắng ấn định chiến thắng vào lưới Everton hồi tháng 4 đã được đề cử cho giải Bàn thắng đẹp nhất mùa giải Ngoại hạng Anh.

#### 2024–25: Danh hiệu UEFA Conference League và FIFA Club World Cup

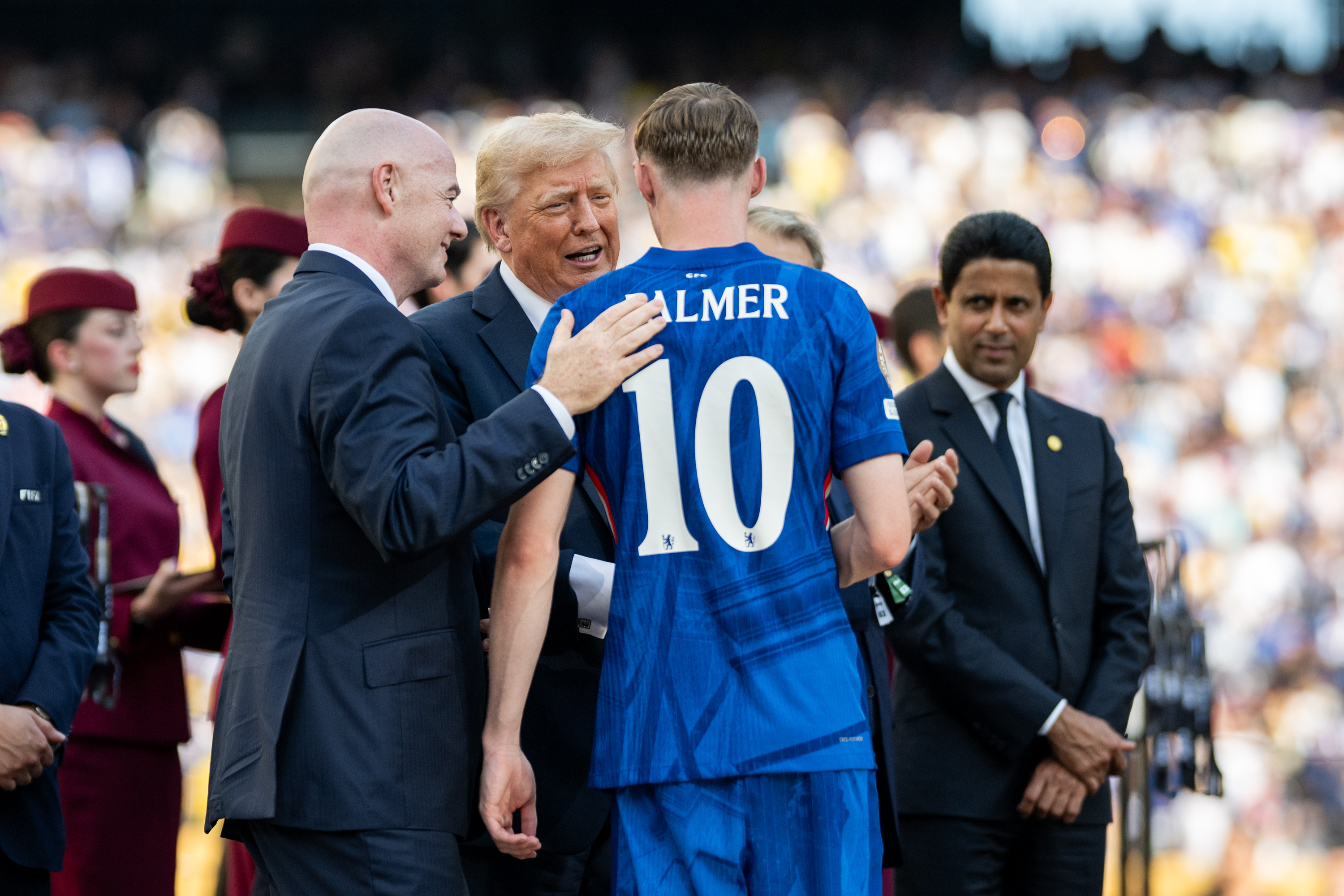
Palmer nhận giải thưởng quả bóng vàng FIFA Club World Cup 2025 từ tay của tổng thống Mỹ Donald Trump

Trước khi bắt đầu mùa giải thứ hai, Palmer đã ký hợp đồng mới có thời hạn chín năm với Chelsea, giữ anh ở lại câu lạc bộ cho đến ít nhất là tháng 6 năm 2033. Vào ngày 20 tháng 8, Palmer đã được trao giải thưởng Cầu thủ trẻ xuất sắc nhất năm của PFA. Năm ngày sau, Palmer ghi bàn thắng đầu tiên trong chiến dịch vào lưới Wolverhampton Wanderers tại Sân vận động Molineux. Bàn thắng này sau đó đã giành giải thưởng Bàn thắng của tháng tại Premier League vào tháng 8 năm 2024, giúp Palmer trở thành cầu thủ đầu tiên trong lịch sử Premier League giành giải thưởng này hai lần liên tiếp trong hai mùa giải. Trong hiệp 2 của cùng trận đấu, Palmer đã kiến tạo cho cả ba bàn thắng của Noni Madueke, giúp Chelsea đánh bại Wolves với tỷ số 6–2, màn trình diễn này chính là chất xúc tác giúp anh được đề cử giải thưởng Cầu thủ Ngoại hạng Anh xuất sắc nhất tháng vào tháng 8 năm 2024.
Trong chiến thắng 4–2 trước Brighton & Hove Albion vào ngày 28 tháng 9, Palmer đã ghi bốn bàn thắng trong hiệp một, trở thành cầu thủ đầu tiên đạt được thành tích này tại Premier League. Vào ngày 11 tháng 10, Palmer đã được trao giải Cầu thủ Ngoại hạng Anh xuất sắc nhất tháng vào tháng 9, nhờ năm bàn thắng và một pha kiến tạo trong tháng góp phần vào thành tích bất bại của Chelsea trong tháng 9.
Vào ngày 1 tháng 12, Palmer ghi bàn thắng thứ 30 tại Premier League vào lưới Aston Villa trong chiến thắng 3–0 trên sân nhà, giúp anh trở thành cầu thủ Chelsea thứ hai ghi được 30 bàn thắng tại giải đấu, chỉ có Jimmy Floyd Hasselbaink đạt được thành tích này trong ít trận đấu hơn. Tuần sau, anh ghi hai bàn thắng từ chấm phạt đền trong chiến thắng nghẹt thở 4–3 trước Tottenham, bàn thứ hai là cú sút phạt đền Panenka. Với mười hai quả phạt đền được ghi trong số mười hai quả phạt đền được thực hiện, các bàn thắng của Palmer trong trận đấu này đã giúp anh lập kỷ lục mới tại Premier League về số quả phạt đền được ghi nhiều nhất mà không đá hỏng một lần nào, vượt qua kỷ lục trước đó của Yaya Touré là mười một quả. Trong suốt năm 2024, Palmer cũng đã phá kỷ lục cầu thủ Chelsea có nhiều đóng góp vào bàn thắng nhất trong một năm dương lịch tại Premier League, vượt qua kỷ lục 36 bàn thắng và kiến tạo của Hasselbaink vào năm 2001.
Vào ngày 28 tháng 5 năm 2025, Palmer được vinh danh là cầu thủ xuất sắc nhất trận đấu sau khi có hai pha kiến tạo trong trận chung kết UEFA Conference League 2025 gặp Real Betis, giúp Chelsea trở thành đội đầu tiên vô địch ở cả bốn giải đấu lớn của châu Âu. Vào ngày 20 tháng 6, Palmer được công bố là một trong sáu ứng cử viên cho giải thưởng Cầu thủ xuất sắc nhất năm của PFA.
Cuối năm đó, vào ngày 13 tháng 7, anh ghi một cú đúp và có một pha kiến tạo trong chiến thắng 3–0 trước Paris Saint-Germain trong trận chung kết FIFA Club World Cup 2025, nơi anh được vinh danh là cầu thủ xuất sắc nhất trận đấu. Anh kết thúc giải đấu với ba bàn thắng và hai pha kiến tạo, giúp anh giành được giải thưởng cá nhân quả bóng vàng, qua đó biến anh thành cầu thủ xuất sắc nhất giải đấu.

## Sự nghiệp quốc tế
Palmer tham dự Giải vô địch bóng đá U-17 châu Âu vào năm 2019.
Vào ngày 27 tháng 8 năm 2021, Palmer được triệu tập vào U-21 Anh. Anh đã có một bàn thắng trong trận ra mắt trong chiến thắng 2-0 tại vòng loại U-21 châu Âu trước Kosovo.

## Phong cách thi đấu
Palmer là một cầu thủ tấn công tài năng, được câu lạc bộ của anh ấy mô tả là "hoạt động lão luyện" cả ở vị trí tiền vệ tấn công và tiền đạo".

## Thống kê sự nghiệp

### Câu lạc bộ
Tính đến 13 tháng 7 năm 2025
| Câu lạc bộ          | Mùa giải            | Giải đấu            | Giải đấu | Giải đấu | FA Cup | FA Cup | EFL Cup | EFL Cup | Châu lục | Châu lục | Khác | Khác | Tổng cộng | Tổng cộng |
| Câu lạc bộ          | Mùa giải            | Hạng đấu            | Trận     | Bàn      | Trận   | Bàn    | Trận    | Bàn     | Trận     | Bàn      | Trận | Bàn  | Trận      | Bàn       |
| ------------------- | ------------------- | ------------------- | -------- | -------- | ------ | ------ | ------- | ------- | -------- | -------- | ---- | ---- | --------- | --------- |
| Manchester City U21 | 2019–20             | —                   | —        | —        | —      | —      | —       | —       | —        | —        | 2    | 0    | 2         | 0         |
| Manchester City U21 | 2021–22             | —                   | —        | —        | —      | —      | —       | —       | —        | —        | 1    | 1    | 1         | 1         |
| Manchester City U21 | Tổng cộng           | —                   | —        | —        | —      | —      | —       | —       | —        | —        | 3    | 1    | 3         | 1         |
| Manchester City     | 2020–21             | Premier League      | 0        | 0        | 0      | 0      | 1       | 0       | 1        | 0        | —    | —    | 2         | 0         |
| Manchester City     | 2021–22             | Premier League      | 4        | 0        | 1      | 1      | 2       | 1       | 3        | 1        | 1    | 0    | 11        | 3         |
| Manchester City     | 2022–23             | Premier League      | 14       | 0        | 4      | 1      | 3       | 0       | 4        | 0        | 0    | 0    | 25        | 1         |
| Manchester City     | 2023–24             | Premier League      | 1        | 0        | —      | —      | —       | —       | —        | —        | 2    | 2    | 3         | 2         |
| Manchester City     | Tổng cộng           | Tổng cộng           | 19       | 0        | 5      | 2      | 6       | 1       | 8        | 1        | 3    | 2    | 41        | 6         |
| Chelsea             | 2023–24             | Premier League      | 33       | 22       | 6      | 1      | 6       | 2       | —        | —        | —    | —    | 45        | 25        |
| Chelsea             | 2024–25             | Premier League      | 37       | 15       | 1      | 0      | 0       | 0       | 8        | 0        | 6    | 3    | 52        | 18        |
| Chelsea             | 2025–26             | Premier League      | 0        | 0        | 0      | 0      | 0       | 0       | 0        | 0        | —    | —    | 0         | 0         |
| Chelsea             | Tổng cộng           | Tổng cộng           | 70       | 37       | 7      | 1      | 6       | 2       | 8        | 0        | 6    | 3    | 97        | 43        |
| Tổng cộng sự nghiệp | Tổng cộng sự nghiệp | Tổng cộng sự nghiệp | 89       | 37       | 12     | 3      | 12      | 3       | 16       | 1        | 12   | 6    | 141       | 50        |

1. 1 2  Ra sân tại EFL Trophy
2. 1 2 3  Số lần ra sân tại UEFA Champions League
3. ↑  Số lần ra sân tại FA Community Shield
4. ↑  Một lần ra sân và một bàn thắng tại FA Community Shield, một lần ra sân và một bàn thắng tại UEFA Super Cup
5. ↑  Số lần ra sân tại UEFA Conference League
6. ↑  Số lần ra sân tại FIFA Club World Cup

### Quốc tế
Tính đến trận đấu diễn ra ngày 7 tháng 6 năm 2025
| Đội tuyển quốc gia | Năm       | Trận | Bàn |
| ------------------ | --------- | ---- | --- |
| Anh                | 2023      | 2    | 0   |
| Anh                | 2024      | 9    | 2   |
| Anh                | 2025      | 1    | 0   |
| Tổng cộng          | Tổng cộng | 12   | 2   |

| No. | Ngày                | Địa điểm                                  | Số trận | Đối thủ              | Bàn thắng | Kết quả | Giải đấu       |
| --- | ------------------- | ----------------------------------------- | ------- | -------------------- | --------- | ------- | -------------- |
| 1   | 3 tháng 6 năm 2024  | St. James' Park, Newcastle upon Tyne, Anh | 3       | Bosna và Hercegovina | 1–0       | 3–0     | Giao hữu       |
| 2   | 14 tháng 7 năm 2024 | Olympiastadion, Berlin, Đức               | 9       | Tây Ban Nha          | 1–1       | 1–2     | UEFA Euro 2024 |

## Danh hiệu
Manchester City
- Premier League: 2022–23[46]
- FA Cup: 2022–23[47]
- UEFA Champions League: 2022–23[48]
- UEFA Super Cup: 2023[49]

Chelsea
- UEFA Conference League: 2024–25[50]
- FIFA Club World Cup: 2025[51]

U-21 Anh
- Giải vô địch bóng đá U-21 châu Âu: 2023

Anh
- Giải vô địch bóng đá châu Âu á quân: 2024

Cá nhân
- Cầu thủ trẻ xuất sắc nhất năm tại London: 2024[52]